# Унгурени (Бутиману)
Унгурени (рум. Ungureni) насеље је у Румунији у округу Дамбовица у општини Бутиману. Oпштина се налази на надморској висини од 121 m.

## Становништво
Према подацима из 2011. године у насељу је живело 315 становника.